# Takhamalt Airport
Takhamalt Airport är en flygplats i Algeriet. Den ligger i den östra delen av landet, 1 200 km söder om huvudstaden Alger. Takhamalt Airport ligger 541 meter över havet.
Terrängen runt Takhamalt Airport är platt, och sluttar norrut.  Trakten runt Takhamalt Airport är nära nog obefolkad, med mindre än två invånare per kvadratkilometer. Det finns inga samhällen i närheten. Trakten runt Takhamalt Airport är ofruktbar med lite eller ingen växtlighet.